# Clarksburg (Virginia Occidentale)
Clarksburg è una città statunitense della regione del centro-nord della Virginia Occidentale. Si trova nella Contea di Harrison, ed è la principale città dell'area metropolitana di Clarksburg. La popolazione della città al censimento del 2000 era di 16 743 abitanti.

## Storia
- Il primo atto documentato sul principio di urbanizzazione della città, è stato scritto da John Simpson[1], uno scrittore viaggiatore che nel 1764, cominciò a narrare della valle nella quale si sviluppò poi la città.
- Il 21 gennaio 1824 la città diede i natali a Stonewall Jackson, eroe confederato della Guerra di secessione americana
- Durante la guerra civile la città è stata una roccaforte dei militari della Union Army, che qui si difesero dal 1861 al 1865. Il generale George B. McClellan fece della città il suo quartier generale.
- Clarksburg il 13 agosto 1862 ha dato i natali a Mabel Grouitch, nata Mabel Dunlop, archeologa e filantropa statunitense, nonché infermiera volontaria della Croce Rossa in Serbia, durante le due guerre balcaniche e la prima guerra mondiale.

## Amministrazione

### Gemellaggi
- San Giovanni in Fiore

## Geografia fisica
Le coordinate di Clarksburg sono 39°16′52.61″N 80°21′05.22″W. La città si è sviluppata negli anni lungo i fiumi West Fork ed Elk.
Le principali infrastrutture viarie e ferroviarie sono:
- Interstate 79
- U.S. Highway 50
- U.S. Highway 19
- West Virginia Route 20
- West Virginia Route 58
- West Virginia Route 98

### Punti di riferimento e attrazioni
- Oak Mounds
- Waldomore
- Edgewood Manor
- Washington Irving High School
- Liberty High School
- Kelly Miller High School
- Victory High School

### Eventi

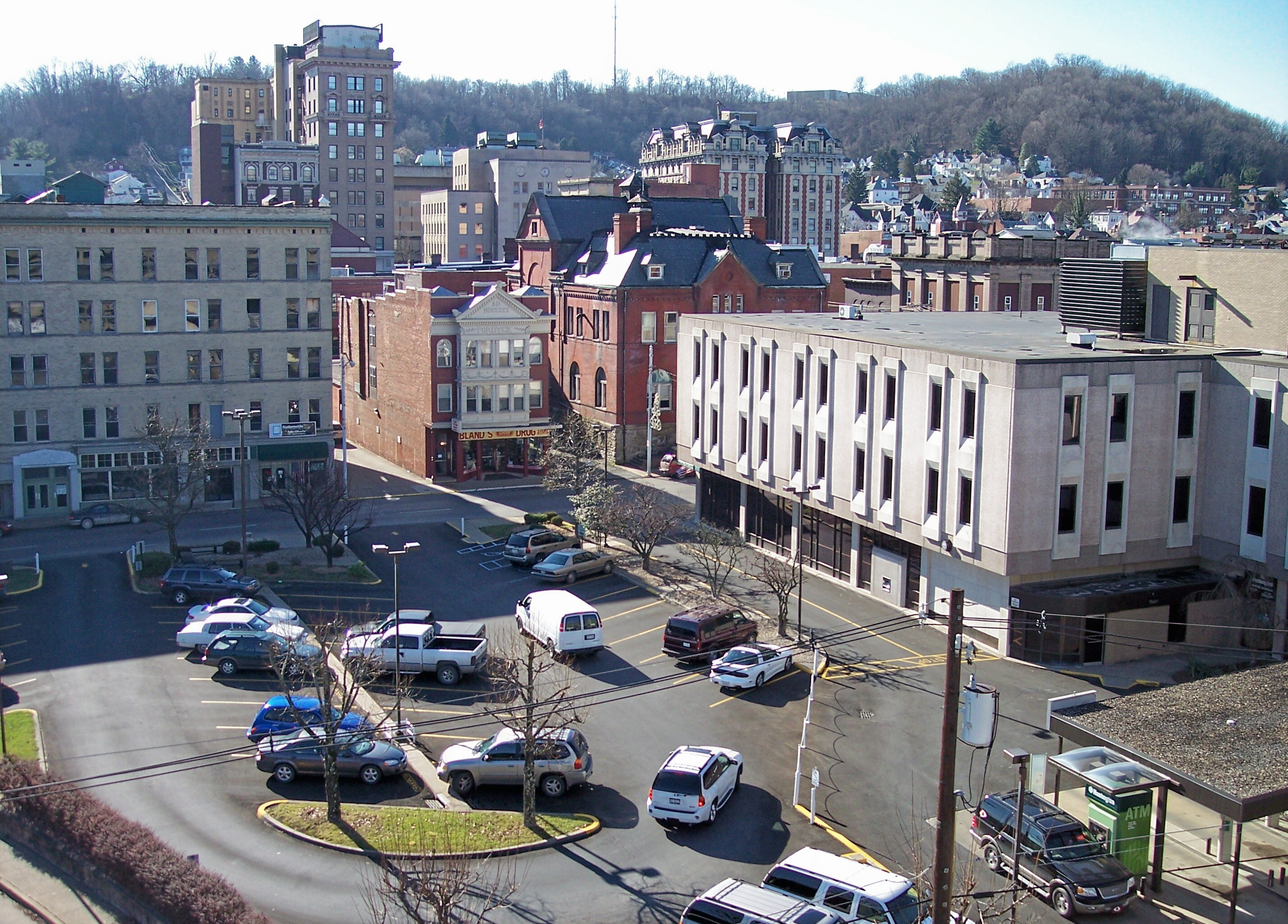
Downtown di Clarksburg nel 2006

Clarksburg è un attivo centro culturale del centro nord della Virginia Occidentale, nella quale ogni anni si svolgono eventi e manifestazioni. Fin dal 1979 Clarksburg ospita l'annuale “Festival Italian Heritage”. Ogni settembre, dal 1991, in città si festeggia anche il “Festival Black Heritage”.